# Delmont (Dakota del Sud)
Delmont és una població dels Estats Units a l'estat de Dakota del Sud. Segons el cens del 2000 tenia 263 habitants.

## Demografia
Segons el cens del 2000, Delmont tenia 263 habitants, 114 habitatges, i 68 famílies. La densitat de població era de 133,6 habitants per km².
Dels 114 habitatges en un 26,3% hi vivien nens de menys de 18 anys, en un 50,9% hi vivien parelles casades, en un 6,1% dones solteres, i en un 39,5% no eren unitats familiars. En el 35,1% dels habitatges hi vivien persones soles el 18,4% de les quals corresponia a persones de 65 anys o més que vivien soles. El nombre mitjà de persones vivint en cada habitatge era de 2,31 i el nombre mitjà de persones que vivien en cada família era de 3,04.
Per edats la població es repartia de la següent manera: un 25,1% tenia menys de 18 anys, un 6,1% entre 18 i 24, un 22,8% entre 25 i 44, un 24,3% de 45 a 60 i un 21,7% 65 anys o més.
L'edat mediana era de 43 anys. Per cada 100 dones de 18 o més anys hi havia 89,4 homes.
La renda mediana per habitatge era de 23.750 $ i la renda mediana per família de 33.000 $. Els homes tenien una renda mediana de 24.583 $ mentre que les dones 16.667 $. La renda per capita de la població era de 12.385 $. Entorn del 18,2% de les famílies i el 19,6% de la població estaven per davall del llindar de pobresa.

## Poblacions més properes
El següent diagrama mostra les poblacions més properes.